# Покоманы
Покоманы (самоназвание: покомам) — индейский народ группы майя. Живут в Центральной и Восточной Гватемале. Численность — 49 тысяч.
Говорят на наречии покомам покомского языка киче-мамской ветви майяских языков. Имеет центральный и восточный диалекты.
Религия — католицизм и протестантизм. Сохраняют народные верования.

## Этногенез
Близки соседнему племени покомчей. Оба племени имеют общих предков. В Гватемалу, вероятно, пришли в 10-12 вв. с племенами киче. Перед испанским завоеванием мигрировали на юго-восток. Имели несколько городов-государств.
Оказали сильное сопротивление испанским завоевателям.

## Хозяйство и традиционный быт
Основное занятие — ручное подсечно-огневое земледелие. Выращивают кукурузу, фасоль, тыкву, перец, овощи, фрукты.
Занимаются пчеловодством, охотой, собирательством. С XVIII века освоили пашенное земледелие (культуры: пшеница, сахарный тростник, кофе) и скотоводство. Разводят (обычно в окрестностях городов) крупный и мелкий рогатый скот, лошадей, мулов, птицу.
Основные ремесла — резьба по дереву (маски), ювелирное, ручное ткачество, плетение, гончарство (главный центр — Чинаутла). Сейчас также работают по найму.
Материальная культура сходна с культурой майя. Одежда у мужчин — синий шерстяной пиджак, красный пояс. Женщины носят запашные юбки или юбки в сборку, красные. У девушек — юбки — зеленые. В волосы вплетают цветные шерстяные шнуры. У киче покупают уипили.

## Социальная структура
Семья преобладает малая, но встречается также большая. Счет родства билинейный, поселение — патрилокальное. Общины возглавляет совет старейшин. Сохраняется деление поселков на кварталы.
Существуют общества неженатых мужчин(камарадерии, от исп. camarada, «товарищ», то есть товарищество). Религиозные общины(кофрадерии) имеют сложную иерархию.

## Культура духовная
Покоманы сохраняют дохристианские культы — лесов, пещер, гор, богов дождя и плодородия. Распространено колдовство, прорицательство. Имеется мифология и фольклор.
По католическим праздникам проводят костюмированные процессии и представления на библейские и староиспанские сюжеты.